# Anatole Kanyenkiko
Anatole Kanyenkiko (född 1952) var Burundis premiärminister från den 7 februari 1994 till den 22 februari 1995.
Kanyenkiko är en etnisk tutsi från Ngoziprovinsen. Han är medlem av partiet UNPRONA.